# La hija de un ladrón
La hija de un ladrón is een Spaanse film  uit 2019, geregisseerd door Belén Funes.

## Verhaal
Sara is 22 en woont samen met haar 6 maanden oude zoon. Ze is niet langer samen met Dani, de vader van haar zoon. Sara en haar broer hebben zelf nooit een gezinsleven gekend, en ze droomt daarom van het opbouwen van een gezin. Op een dag wordt hun vader Manuel vrijgelaten uit de gevangenis. Hij wil weer contact met zijn kinderen, maar er zijn wonden die nog niet zijn geheeld.

## Rolverdeling
| Acteur           | Personage |
| ---------------- | --------- |
| Greta Fernández  | Sara      |
| Eduard Fernández | Manuel    |
| Àlex Monner      | Dani      |
| Frank Feys       | Marcel    |

## Ontvangst

### Recensies
Op Rotten Tomatoes geeft 92% van de 12 recensenten de film een positieve recensie, met een gemiddelde score van 8,17/10.

### Prijzen en nominaties
Een selectie:
| Jaar | Evenement                       | Categorie                          | Genomineerde         | Resultaat   |
| ---- | ------------------------------- | ---------------------------------- | -------------------- | ----------- |
| 2019 | San Sebastián (67ste editie)    | Gouden Schelp voor beste film      | La hija de un ladrón | Genomineerd |
| 2019 | San Sebastián (67ste editie)    | Zilveren Schelp voor beste actrice | Greta Fernández      | Gewonnen    |
| 2020 | Premios Goya (34ste uitreiking) | Beste actrice                      | Greta Fernández      | Genomineerd |
| 2020 | Premios Goya (34ste uitreiking) | Beste debuterend regisseur         | Belén funes          | Gewonnen    |